# The Mummy
The Mummy er en amerikansk stumfilm fra 1911.

## Medvirkende
- William Garwood som Jack
- Harry Benham som Dix